# Copidognathus lamellosus
Copidognathus lamellosus är en kvalsterart som först beskrevs av Lohmann 1893.  Copidognathus lamellosus ingår i släktet Copidognathus och familjen Halacaridae. Inga underarter finns listade i Catalogue of Life.